# Jamarica
Jamarica falu Horvátországban, Sziszek-Monoszló megyében. Közigazgatásilag Kutenyához tartozik.

## Fekvése
Sziszek városától légvonalban 44, közúton 58 km-re keletre, községközpontjától 16 km-re délkeletre fekszik. Két utcából, a Đuka Čaić és a Lovačka utcából áll. A Đuka Čaić utca a falu főutcája a település teljes hosszában áthalad, míg a Lovačka egy rövid utcácska, mely a vadászházhoz vezet. A belterület déli szélén folyik a település névadója a Jamarica-patak. A falu közelében található a jamaričko brdoi olajmező és a Pakra-víztározó.

## Története
A falu 1773-ban az első katonai felmérés térképén „Dorf Jamaricze” néven szerepel. A településnek 1857-ben 285, 1910-ben 689 lakosa volt. Pozsega vármegye Novszkai járásához tartozott. 1918-ban az új szerb-horvát-szlovén állam, majd később Jugoszlávia része lett. Önkéntes tűzoltóegyletét 1930-ban alapították. A II. világháború idején a Független Horvát Állam része volt. A háború után a béke időszaka köszöntött a településre, enyhült a szegénység és sok ember talált munkát a közeli városokban. 1991. június 25-én a független Horvátország része lett. A településnek 2011-ben 410 lakosa volt.

## Népesség
| Lakosság változása | Lakosság változása | Lakosság változása | Lakosság változása | Lakosság változása | Lakosság változása | Lakosság változása | Lakosság változása | Lakosság változása | Lakosság változása | Lakosság változása | Lakosság változása | Lakosság változása | Lakosság változása | Lakosság változása | Lakosság változása |
| ------------------ | ------------------ | ------------------ | ------------------ | ------------------ | ------------------ | ------------------ | ------------------ | ------------------ | ------------------ | ------------------ | ------------------ | ------------------ | ------------------ | ------------------ | ------------------ |
| 1857               | 1869               | 1880               | 1890               | 1900               | 1910               | 1921               | 1931               | 1948               | 1953               | 1961               | 1971               | 1981               | 1991               | 2001               | 2011               |
| 285                | 287                | 264                | 499                | 569                | 689                | 625                | 711                | 663                | 604                | 587                | 540                | 456                | 477                | 452                | 410                |

## Nevezetességei
A település közepén áll Szent Borbála tiszteletére szentelt római katolikus temploma. A templom 1757-ben épült, mai formáját az 1912-es átépítés során nyerte el. Egyhajós, négyszög alaprajzú épület, négyszögletes szentéllyel, melyhez délről sekrestye csatlakozik. A nyugati oldalon levő bejárat felett nagyméretű körablak látható, felette magasodik a piramis alakú toronysisakkal fedett harangtorony. 

## Sport
Az ŠNK Dinamo Jamarice a megyei harmadosztályban szerepel.